# 瓦莱罗能源

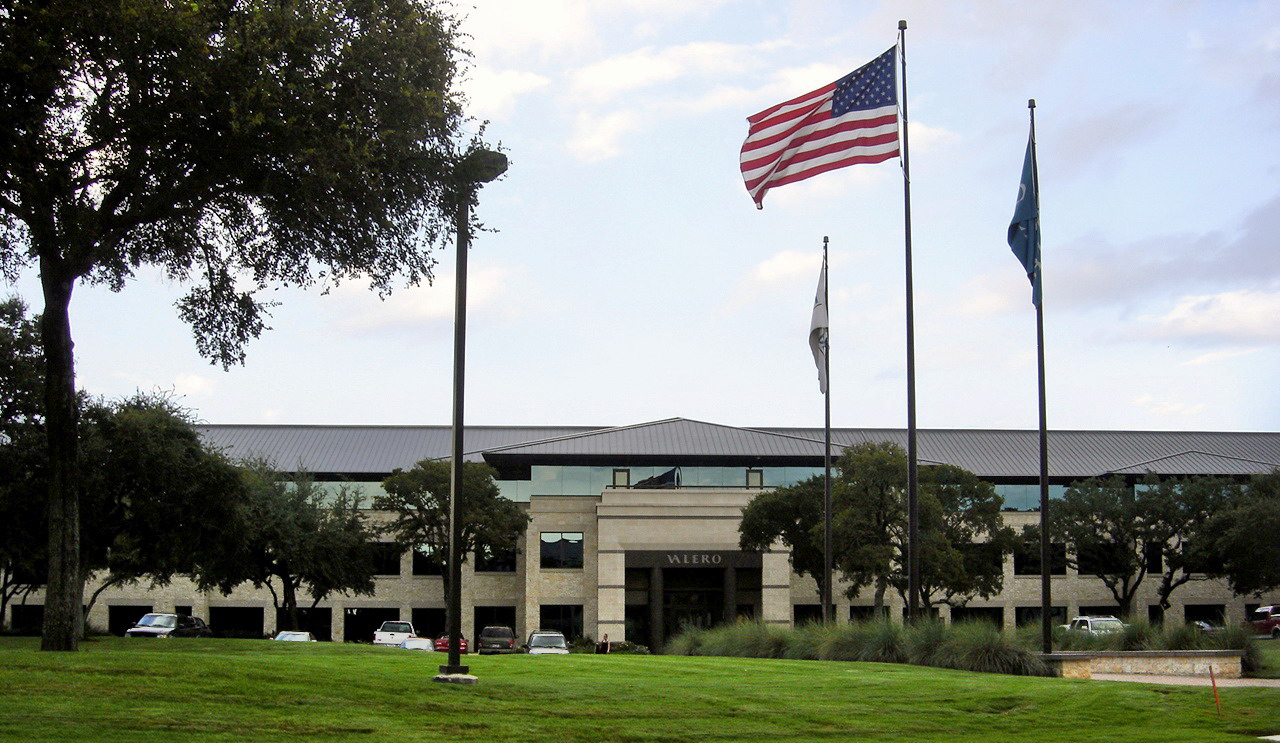
Valero company headquarters in San Antonio, Texas

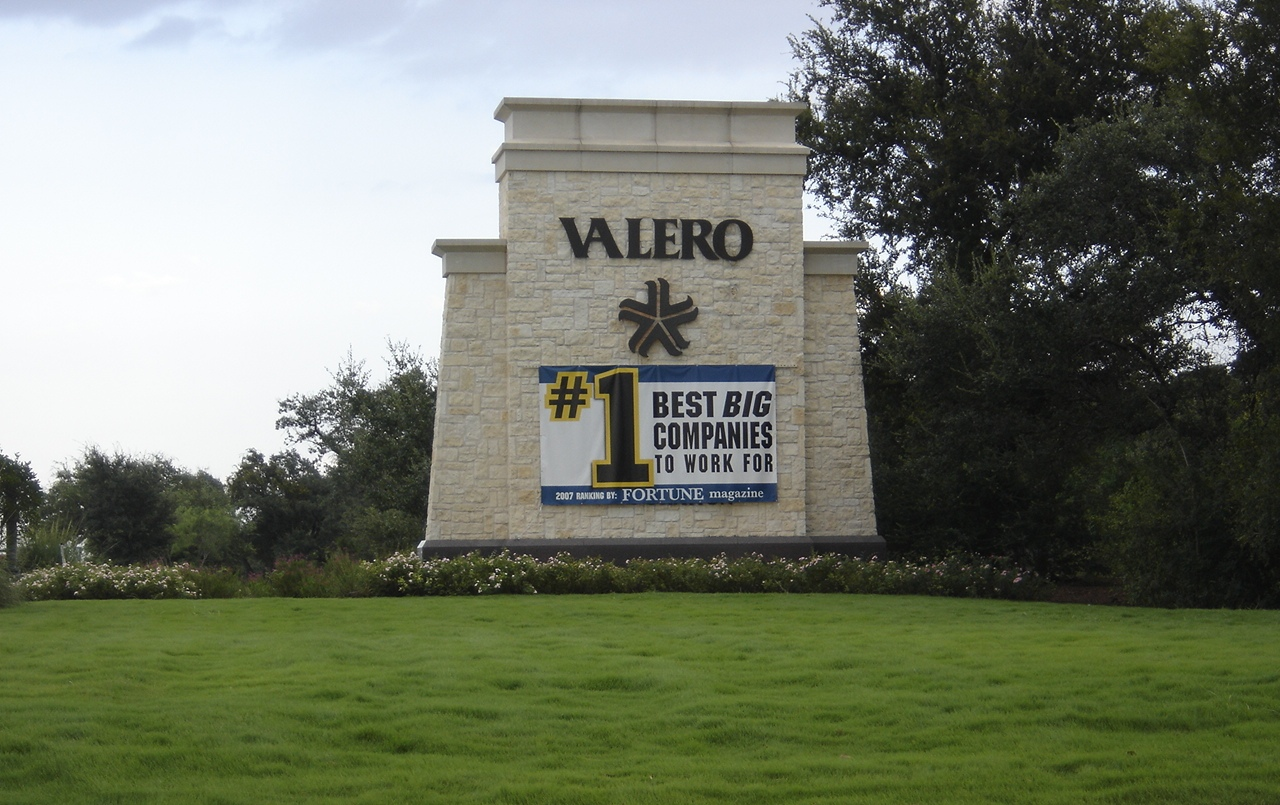
Valero signage at corporate headquarters

瓦莱罗能源是一家位于圣安东尼奥的石油公司。它在美国等国拥有15座炼油厂，11座乙醇工厂和一些风力发电站。